# Meridiano 2 E
O meridiano 2 E é um meridiano que, partindo do Polo Norte, atravessa o Oceano Ártico, Oceano Atlântico, Europa, África, Oceano Antártico, Antártida e chega ao Polo Sul. Forma um círculo máximo com o meridiano 178 W.
Começando no Polo Norte, o meridiano 2º Este tem os seguintes cruzamentos:
| País, território ou mar | Notas                                               |
| ----------------------- | --------------------------------------------------- |
| Oceano Ártico           |                                                     |
| Oceano Atlântico        |                                                     |
| Mar do Norte            | Passa a leste de Lowestoft, Inglaterra, Reino Unido |
| França                  | Passa a oeste de Paris                              |
| Espanha                 | Exclave de Llívia - em cerca de 1 km                |
| França                  | Em cerca de 9 km                                    |
| Espanha                 | Passa a oeste de Barcelona                          |
| Mar Mediterrâneo        |                                                     |
| Argélia                 |                                                     |
| Mali                    |                                                     |
| Níger                   | Passa a oeste de Niamey                             |
| Burquina Fasso          |                                                     |
| Benim                   |                                                     |
| Oceano Atlântico        |                                                     |
| Oceano Antártico        |                                                     |
| Antártida               | Terra da Rainha Maud, reclamada pela Noruega        |